# Deuxième district congressionnel de la Louisiane
Le 2e district congressionnel de la Louisiane contient presque toute la ville de la Nouvelle-Orléans et s'étend à l'ouest et au nord jusqu'à Baton Rouge. Le district est actuellement représenté par le Démocrate Troy Carter. Avec un indice de vote CPVI de D + 25, c'est le seul district démocrate de Louisiane.

## Histoire
La Louisiane a gagné un deuxième district en 1823 dans le cadre du 18e Congrès des États-Unis. Au début, il comprenait la Nouvelle-Orléans et des populations importantes des régions environnantes. Avec la croissance de la population dans la zone urbaine, le quartier actuel se situe principalement dans la ville de la Nouvelle-Orléans.
Depuis la fin du XIXe siècle, il s'agit historiquement de l'un des sièges démocrates les plus sûrs du pays, pour des raisons radicalement opposées. Pendant la reconstruction, la plupart des Afro-Américains se sont affiliés au Parti Républicain et, en majorité, ont élu des républicains de ce district.
Les démocrates blancs ont repris le contrôle du district en 1891, lorsque la répression électorale des républicains était endémique. En 1898, la législature de l'État dominée par les démocrates avait privé de leurs droits la plupart des Noirs de l'État grâce aux dispositions d'une nouvelle constitution d'État qui élevaient des obstacles à l'inscription des électeurs, tels que les taxes de vote et les tests d'alphabétisation subjectifs. Les démocrates avaient maintenu l'exclusion politique des Noirs pendant des décennies. Comme la plupart des districts du Congrès du Sud, ce district a toujours voté démocrate de la fin du XIXe siècle à la fin des années 1960, car les électeurs de cette époque étaient presque tous des démocrates blancs. Ces démocrates ont créé ce qu'on appelait le Sud solide au Congrès, exerçant le pouvoir au-delà de leur proportion de l'électorat.
À partir des années 1960, cependant, les conservateurs blancs ont commencé à diviser leurs billets et à voter Républicain, passant progressivement au GOP. Dans le même temps, les électeurs noirs ont regagné le droit de vote et apporté leur soutien aux démocrates. Depuis 1984, le quartier a été dessiné comme un quartier à majorité noire.
En 2008, après qu'un grand jury fédéral a inculpé William J. Jefferson, membre du Congrès sortant de neuf mandats, de seize chefs d'accusation liés à la corruption l'année précédente, Joseph Cao a été élu premier Républicain à représenter le 2e district et la majeure partie de la Nouvelle-Orléans en plus d'un siècle. Cao a été le premier représentant américain vietnamien-américain élu dans le pays. Il était le seul Républicain du 111e Congrès à représenter un district avec une population majoritairement afro-américaine. Cao a été lourdement battu en 2010 par le Représentant de l'État Cedric Richmond, et le district est revenu à ses habitudes démocrates. Richmond a battu des challengers républicains en 2012 et 2020, et aucun républicain n'a même déposé de dossier de 2014 à 2018.
Pendant la majeure partie de la période de 1983 à 2013, ce district contenait la quasi-totalité de la ville de la Nouvelle-Orléans (à l'exception d'une petite partie située dans le 1er district voisin et certaines de ses banlieues. En 2003, il a été poussé dans la partie cisjordanienne de la Paroisse de Jefferson et de South Kenner, qui comptent une proportion plus élevée de résidents blancs. Après le recensement de 2010, la législature a poussé le 2e légèrement vers l'ouest, ramassant une partie de Baton Rouge - essentiellement, la plupart des quartiers majoritairement noirs de la capitale.
La décision Allen v. Milligan de 2024 a dicté une nouvelle circonscription à majorité noire, redessinant le 6e district. Le 2e district perd la région de Baton Rouge et la paroisse du nord-est d'Orléans mais représente désormais l'ensemble des paroisses d'Iberville et de l'Assomption, ainsi qu'Arabi et Chalmette dans la Paroisse de Saint-Bernard.

## Historique de vote
| Année | Poste     | Résultats               |
| ----- | --------- | ----------------------- |
| 2000  | Président | Gore 76,0 % – 22,0 %    |
| 2004  | Président | Kerry 75,0 % – 24,0 %   |
| 2008  | Président | Obama 74,0 % – 25,0 %   |
| 2012  | Président | Obama 76,0 % – 23,0 %   |
| 2016  | Président | Clinton 75,0 % – 22,0 % |
| 2020  | Président | Biden 75,0 % – 23,0 %   |

## Liste des Représentants du district
| Membre                          | Parti                 | Années                            | Congrès     | Histoire électorale | Zone géographique |
| ------------------------------- | --------------------- | --------------------------------- | ----------- | --- | --- |
| District établit le 4 mars 1823 |                       |                                   |             | | |
| Henry Hosford Gurley (en)       | Républicain-Démocrate | 4 mars 1823 - 3 mars 1825         | 18e - 21e   | Élu en 1822. Réélu en 1824. Réélu en 1826. Réélu en 1828. Retrait. | 1823–1833 Bâton Rouge Est, Feliciana, Iberville, Bâton Rouge Ouest, Pointe Coupée, Saint Hélèna, Saint Tammany et Washington |
| Henry Hosford Gurley (en)       | Anti-Jacksonien       | 4 mars 1825 - 3 mars 1831         | 18e - 21e   | Élu en 1822. Réélu en 1824. Réélu en 1826. Réélu en 1828. Retrait. | 1823–1833 Bâton Rouge Est, Feliciana, Iberville, Bâton Rouge Ouest, Pointe Coupée, Saint Hélèna, Saint Tammany et Washington |
| Philemon Thomas (en)            | Jacksonien (en)       | 4 mars 1831 - 3 mars 1835         | 22e , 23e   | Élu en 1830. Réélu en 1832. Retrait. | 1823–1833 Bâton Rouge Est, Feliciana, Iberville, Bâton Rouge Ouest, Pointe Coupée, Saint Hélèna, Saint Tammany et Washington |
| Philemon Thomas (en)            | Jacksonien (en)       | 4 mars 1831 - 3 mars 1835         | 22e , 23e   | Élu en 1830. Réélu en 1832. Retrait. | 1833–1843 |
| Eleazer Wheelock Ripley (en)    | Jacksonien (en)       | 4 mars 1835 - 3 mars 1837         | 24e , 25e   | Élu en 1834. Réélu en 1836. Démissionne mais décède avant le début du mandat suivant. | |
| Eleazer Wheelock Ripley (en)    | Démocrate             | 4 mars 1837 - 2 mars 1839         | 24e , 25e   | Élu en 1834. Réélu en 1836. Démissionne mais décède avant le début du mandat suivant. | |
| Vacant                          | Vacant                | 2 mars 1839 - 4 mars 1839         |             | | |
| Thomas Withers Chinn (en)       | Whig                  | 4 mars 1839 - 3 mars 1841         | 26e         | Élu en 1838. Retrait. | |
| John Bennett Dawson (en)        | Démocrate             | 4 mars 1841 - 3 mars 1843         | 27e         | Élu en 1840. Redécoupage vers le 3e district. | |
| Alcée Louis la Branche          | Démocrate             | 4 mars 1843 - 3 mars 1845         | 28e         | Élu en 1842. Retrait. | 1843–1853 |
| Bannon Goforth Thibodeaux (en)  | Démocrate             | 4 mars 1845 - 3 mars 1849         | 29e , 30e   | Élu en 1844. Réélu en 1846. Retrait. | 1843–1853 |
| Charles Magill Conrad           | Whig                  | 4 mars 1849 - 17 août 1850        | 31e         | Élu en 1848. Démissionne pour devenir Secrétaire d'État à la Guerre. | 1843–1853 |
| Vacant                          | Vacant                | 17 août 1850 - 5 décembre 1850    | 31e         | | 1843–1853 |
| Henry Adams Bullard (en)        | Whig                  | 5 décembre 1850 - 3 mars 1851     | 31e         | Élu pour terminer le mandat de Conrad. Retrait. | 1843–1853 |
| Joseph Aristide Landry (en)     | Whig                  | 4 mars 1851 - 3 mars 1853         | 32e         | Élu en 1850. Retrait. | 1843–1853 |
| Theodore Gaillard Hunt (en)     | Whig                  | 4 mars 1853 - 3 mars 1855         | 33e         | Élu en 1852. Perds sa réélection en tant que candidat Know Nothing. | 1853–1863 |
| Miles Taylor (en)               | Démocrate             | 4 mars 1855 - 5 février 1861      | 34e - 36e   | Élu en 1854. Réélu en 1856. Réélu en 1858. Démissionne à cause de la Guerre de Sécession. | 1853–1863 |
| Vacant                          | Vacant                | 5 février 1861 - 3 décembre 1862  | 36e , 37e   | | 1853–1863 |
| Michael Hahn                    | Unioniste             | 3 décembre 1862 - 3 mars 1863     | 37e         | Élu en 1860. Retrait. | 1853–1863 |
| Vacant                          | Vacant                | 4 mars 1863 - 18 juillet 1868     | 38e - 40e   | Guerre de Sécession et Reconstruction | Guerre de Sécession et Reconstruction                                                                                        |
| James Mann (en)                 | Démocrate             | 18 juillet 1868 - 26 août 1868    | 40e         | Élu pour terminer le mandat vacant. | 1868–1873 |
| Vacant                          | Vacant                | 26 août 1868 - 3 mars 1869        | 40e         | Le 3 novembre 1868, John Willis Menard a remporté une élection spéciale pour le restant du mandat de Mann lors du 40e Congrès, contre Lionel Allen Sheldon, qui se présentez pour un mandat complet dans le 41e district. Menard et Sheldon ont reçu le même nombre de votes et ont tous deux étaient déclaré vainqueurs. Mais le candidat perdant, Caleb S. Hunt, à fait appel devant la Chambre des Représentants des États-Unis pour annulé le fauteuil de Menard. La Chambre n'a pas pu arriver à un accord, le fauteuil est donc resté vacant jusqu'au 41e Congrès. Menard devint la première personne Afro-Américaine élu du Congrès, ainsi que le premier Afro-Américain à s'adresser au Congrès. | 1868–1873 |
| Lionel Allen Sheldon (en)       | Républicain           | 4 mars 1869 - 3 mars 1875         | 41e - 43e   | Élu en 1868. Réélu en 1870. Réélu en 1872. Perds sa réélection. | 1868–1873 |
| 1873–1883                       |                       |                                   | 41e - 43e   | Élu en 1868. Réélu en 1870. Réélu en 1872. Perds sa réélection. | |
| Ezekiel John Ellis (en)         | Démocrate             | 4 mars 1875 - 3 mars 1885         | 44e - 48e   | Élu en 1874. Réélu en 1876. Réélu en 1878. Réélu en 1880. Réélu en 1882. Retrait. | |
| 1883–1893                       |                       |                                   | 44e - 48e   | Élu en 1874. Réélu en 1876. Réélu en 1878. Réélu en 1880. Réélu en 1882. Retrait. | |
| Michael Hahn                    | Républicain           | 3 mars 1885 - 15 mars 1886        | 49e         | Élu en 1884. Décès. | |
| Vacant                          | Vacant                | 15 mars 1886 - 9 décembre 1886    | 49e         | | |
| Nathaniel Dick Wallace (en)     | Démocrate             | 9 décembre 1886 - 3 mars 1887     | 49e         | Élu pour terminer le mandat de Hahn. Retrait. | |
| Matthew Diamond Lagan (en)      | Démocrate             | 4 mars 1887 - 3 mars 1889         | 50e         | Élu en 1886. Retrait. | |
| Hamilton D. Coleman (en)        | Républicain           | 4 mars 1889 - 3 mars 1891         | 51e         | Élu en 1888. Perds sa réélection. | |
| Matthew Diamond Lagan (en)      | Démocrate             | 4 mars 1891 - 3 mars 1893         | 52e         | Élu en 1890. Retrait. | |
| Robert Charles Davey (en)       | Démocrate             | 4 mars 1893 - 3 mars 1895         | 53e         | Élu en 1892. Retrait. | 1893–1903 |
| Charles Francis Buck (en)       | Démocrate             | 4 mars 1895 - 3 mars 1897         | 54e         | Élu en 1894. Retrait pour se présenter comme Maire de la Nouvelle-Orléans. | 1893–1903 |
| Robert Charles Davey (en)       | Démocrate             | 4 mars 1897 - 26 décembre 1908    | 55e - 60e   | Élu en 1896. Réélu en 1898. Réélu en 1900. Réélu en 1902. Réélu en 1904. Réélu en 1906. Réélu en 1908 mais décède avant le début du mandat suivant. | 1893–1903 |
| 1903–1913                       |                       |                                   | 55e - 60e   | Élu en 1896. Réélu en 1898. Réélu en 1900. Réélu en 1902. Réélu en 1904. Réélu en 1906. Réélu en 1908 mais décède avant le début du mandat suivant. | |
| Vacant                          | Vacant                | 26 décembre 1908 - 30 mars 1909   | 60e , 61e   | | |
| Samuel Louis Gilmore (en)       | Démocrate             | 30 mars 1909 - 18 juillet 1910    | 61e         | Élu pour terminer le mandat de Davey. Décès. | |
| Vacant                          | Vacant                | 18 juillet 1910 - 8 novembre 1910 | 61e         | | |
| H. Garland Dupré (en)           | Démocrate             | 8 novembre 1910 - 21 février 1924 | 61e - 68e   | Élu pour terminer le mandat de Gilmore. Réélu en 1912. Réélu en 1914. Réélu en 1916. Réélu en 1918. Réélu en 1920. Réélu en 1922. Décès. | |
| 1913–1923                       |                       |                                   | 61e - 68e   | Élu pour terminer le mandat de Gilmore. Réélu en 1912. Réélu en 1914. Réélu en 1916. Réélu en 1918. Réélu en 1920. Réélu en 1922. Décès. | |
| 1923–1933                       |                       |                                   | 61e - 68e   | Élu pour terminer le mandat de Gilmore. Réélu en 1912. Réélu en 1914. Réélu en 1916. Réélu en 1918. Réélu en 1920. Réélu en 1922. Décès. | |
| Vacant                          | Vacant                | 21 février 1924 - 22 avril 1924   | 68e         | | |
| James Z. Spearing (en)          | Démocrate             | 22 avril 1924 - 3 mars 1931       | 68e - 71e   | Élu pour terminer le mandat de Dupré. Réélu en 1924. Réélu en 1926. Réélu en 1928. Perds sa renomination. | |
| Paul H. Maloney (en)            | Démocrate             | 4 mars 1931 - 15 décembre 1940    | 72e - 76e   | Élu en 1930. Réélu en 1932. Réélu en 1934. Réélu en 1936. Réélu en 1938. Perds sa renomination et démissionne pour devenir Percepteur des Recettes Internes du district de la Nouvelle-Orléans. | |
| 1933–1943                       |                       |                                   | 72e - 76e   | Élu en 1930. Réélu en 1932. Réélu en 1934. Réélu en 1936. Réélu en 1938. Perds sa renomination et démissionne pour devenir Percepteur des Recettes Internes du district de la Nouvelle-Orléans. | |
| Vacant                          | Vacant                | 15 décembre 1940 - 3 janvier 1941 | 76e         | | |
| Hale Boggs                      | Démocrate             | 3 janvier 1941 - 3 janvier 1943   | 77e         | Élu en 1940. Perds sa renomination. | |
| Paul H. Maloney (en)            | Démocrate             | 3 janvier 1943 - 3 janvier 1947   | 78e , 79e   | Élu en 1942. Réélu en 1944. Retrait. | 1943–1953 |
| Hale Boggs                      | Démocrate             | 3 janvier 1947 - 3 janvier 1973   | 80e - 92e   | Élu en 1946. Réélu en 1948. Réélu en 1950. Réélu en 1952. Réélu en 1954. Réélu en 1956. Réélu en 1958. Réélu en 1960. Réélu en 1962. Réélu en 1964. Réélu en 1966. Réélu en 1968. Réélu en 1970. Réélu à titre posthume en 1972. Présumé mort après que son avion privé ait disparu au-dessus de l'Alaska le 16 octobre 1972. Le siège fut déclaré vacant au début du 93e Congrès. | 1943–1953 |
| 1953–1963                       |                       |                                   | 80e - 92e   | Élu en 1946. Réélu en 1948. Réélu en 1950. Réélu en 1952. Réélu en 1954. Réélu en 1956. Réélu en 1958. Réélu en 1960. Réélu en 1962. Réélu en 1964. Réélu en 1966. Réélu en 1968. Réélu en 1970. Réélu à titre posthume en 1972. Présumé mort après que son avion privé ait disparu au-dessus de l'Alaska le 16 octobre 1972. Le siège fut déclaré vacant au début du 93e Congrès. | |
| 1963–1973                       |                       |                                   | 80e - 92e   | Élu en 1946. Réélu en 1948. Réélu en 1950. Réélu en 1952. Réélu en 1954. Réélu en 1956. Réélu en 1958. Réélu en 1960. Réélu en 1962. Réélu en 1964. Réélu en 1966. Réélu en 1968. Réélu en 1970. Réélu à titre posthume en 1972. Présumé mort après que son avion privé ait disparu au-dessus de l'Alaska le 16 octobre 1972. Le siège fut déclaré vacant au début du 93e Congrès. | |
| Vacant                          | Vacant                | 3 janvier 1973 - 20 mars 1973     | 93e         | | 1973–1983 |
| Lindy Boggs                     | Démocrate             | 20 mars 1973 - 3 janvier 1991     | 93e - 101e  | Élue pour terminer le mandat de son mari. Réélu en 1974. Réélu en 1976. Réélu en 1978. Réélu en 1980. Réélu en 1982. Réélu en 1984. Réélu en 1986. Réélu en 1988. Retrait. | 1973–1983 |
| Lindy Boggs                     | Démocrate             | 20 mars 1973 - 3 janvier 1991     | 93e - 101e  | Élue pour terminer le mandat de son mari. Réélu en 1974. Réélu en 1976. Réélu en 1978. Réélu en 1980. Réélu en 1982. Réélu en 1984. Réélu en 1986. Réélu en 1988. Retrait. | 1983–1993 |
| William J. Jefferson            | Démocrate             | 3 janvier 1991 - 3 janvier 2009   | 102e - 110e | Élu en 1990. Réélu en 1992. Réélu en 1994. Réélu en 1996. Réélu en 1998. Réélu en 2000. Réélu en 2002. Réélu en 2004. Réélu en 2006. Perds sa réélection. | |
| William J. Jefferson            | Démocrate             | 3 janvier 1991 - 3 janvier 2009   | 102e - 110e | Élu en 1990. Réélu en 1992. Réélu en 1994. Réélu en 1996. Réélu en 1998. Réélu en 2000. Réélu en 2002. Réélu en 2004. Réélu en 2006. Perds sa réélection. | 1993–2003 |
| William J. Jefferson            | Démocrate             | 3 janvier 1991 - 3 janvier 2009   | 102e - 110e | Élu en 1990. Réélu en 1992. Réélu en 1994. Réélu en 1996. Réélu en 1998. Réélu en 2000. Réélu en 2002. Réélu en 2004. Réélu en 2006. Perds sa réélection. | 2003–2013 |
| Joseph Cao                      | Républicain           | 3 janvier 2009 - 3 janvier 2011   | 111e        | Élu en 2008. Perds sa réélection. | |
| Cedric Richmond                 | Démocrate             | 3 janvier 2011 - 15 janvier 2021  | 112e - 117e | Élu en 2010. Réélu en 2012. Réélu en 2014. Réélu en 2016. Réélu en 2018. Réélu en 2020. Démissionne pour devenir Conseiller Spécial du Président. | |
| Cedric Richmond                 | Démocrate             | 3 janvier 2011 - 15 janvier 2021  | 112e - 117e | Élu en 2010. Réélu en 2012. Réélu en 2014. Réélu en 2016. Réélu en 2018. Réélu en 2020. Démissionne pour devenir Conseiller Spécial du Président. | 2013–2023 |
| Vacant                          | Vacant                | 15 janvier 2021 - 11 mai 2021     | 117e        | | |
| Troy Carter                     | Démocrate             | 11 mai 2021 - Présent             | 117e , 118e | Élu pour terminer le mandat de Richmond. Réélu en 2022. | |
| Troy Carter                     | Démocrate             | 11 mai 2021 - Présent             | 117e , 118e | Élu pour terminer le mandat de Richmond. Réélu en 2022. | 2023–Présent |

## Résultats des récentes élections
Voici les résultats des dix précédents cycles électoraux dans le district.

### 2004
| Élection de 2004 du 2e district congressionnel de Louisiane | Élection de 2004 du 2e district congressionnel de Louisiane | Élection de 2004 du 2e district congressionnel de Louisiane | Élection de 2004 du 2e district congressionnel de Louisiane | Élection de 2004 du 2e district congressionnel de Louisiane |
| ----------------------------------------------------------- | ----------------------------------------------------------- | ----------------------------------------------------------- | ----------------------------------------------------------- | ----------------------------------------------------------- |
| Parti                                                       | Parti                                                       | Candidat                                                    | Votes                                                       | %                                                           |
|                                                             | Démocrate                                                   | William J. Jefferson (sortant)                              | 173 510                                                     | 79,01                                                       |
|                                                             | Républicain                                                 | Art Schwertz                                                | 46 097                                                      | 20,99                                                       |
| Total des votes                                             | Total des votes                                             | Total des votes                                             | 219 607                                                     | 100%                                                        |
|                                                             | Les Démocrates conservent                                   |                                                             |                                                             |                                                             |

### 2006 (Primaire Jungle)
| Élection de 2006 du 2e district congressionnel de Louisiane | Élection de 2006 du 2e district congressionnel de Louisiane | Élection de 2006 du 2e district congressionnel de Louisiane | Élection de 2006 du 2e district congressionnel de Louisiane | Élection de 2006 du 2e district congressionnel de Louisiane |
| ----------------------------------------------------------- | ----------------------------------------------------------- | ----------------------------------------------------------- | ----------------------------------------------------------- | ----------------------------------------------------------- |
| Parti                                                       | Parti                                                       | Candidat                                                    | Votes                                                       | %                                                           |
|                                                             | Démocrate                                                   | William J. Jefferson (sortant)                              | 28 283                                                      | 30,08                                                       |
|                                                             | Démocrate                                                   | Karen Carter Peterson                                       | 20 364                                                      | 21,66                                                       |
|                                                             | Démocrate                                                   | Derrick D.T. Shepherd                                       | 16 799                                                      | 17,87                                                       |
|                                                             | Républicain                                                 | Joe Lavigne                                                 | 12 511                                                      | 13,31                                                       |
|                                                             | Démocrate                                                   | Troy A. Carter                                              | 11 304                                                      | 12,02                                                       |
|                                                             | Républicain                                                 | Eric T. Bradley                                             | 1159                                                        | 1,23                                                        |
|                                                             | Démocrate                                                   | Regina H. Bartholomew                                       | 1125                                                        | 1,20                                                        |
| Total des votes                                             | Total des votes                                             | Total des votes                                             | 91 545                                                      | 100%                                                        |
|                                                             | Les Démocrates conservent                                   |                                                             |                                                             |                                                             |

### 2006 (Second Tour)
| Second Tour de l'Élection de 2002 du 2e district congressionnel de Louisiane | Second Tour de l'Élection de 2002 du 2e district congressionnel de Louisiane | Second Tour de l'Élection de 2002 du 2e district congressionnel de Louisiane | Second Tour de l'Élection de 2002 du 2e district congressionnel de Louisiane | Second Tour de l'Élection de 2002 du 2e district congressionnel de Louisiane |
| ---------------------------------------------------------------------------- | ---------------------------------------------------------------------------- | ---------------------------------------------------------------------------- | ---------------------------------------------------------------------------- | ---------------------------------------------------------------------------- |
| Parti                                                                        | Parti                                                                        | Candidat                                                                     | Votes                                                                        | %                                                                            |
|                                                                              | Démocrate                                                                    | William J. Jefferson (sortant)                                               | 35 153                                                                       | 56,55                                                                        |
|                                                                              | Démocrate                                                                    | Karen Carter Peterson                                                        | 27 011                                                                       | 43,45                                                                        |
| Total des votes                                                              | Total des votes                                                              | Total des votes                                                              | 62 164                                                                       | 100%                                                                         |
|                                                                              | Les Démocrates conservent                                                    |                                                                              |                                                                              |                                                                              |

### 2008
| Élection de 2008 du 2e district congressionnel de Louisiane | Élection de 2008 du 2e district congressionnel de Louisiane | Élection de 2008 du 2e district congressionnel de Louisiane | Élection de 2008 du 2e district congressionnel de Louisiane | Élection de 2008 du 2e district congressionnel de Louisiane |
| ----------------------------------------------------------- | ----------------------------------------------------------- | ----------------------------------------------------------- | ----------------------------------------------------------- | ----------------------------------------------------------- |
| Parti                                                       | Parti                                                       | Candidat                                                    | Votes                                                       | %                                                           |
|                                                             | Républicain                                                 | Joseph Cao                                                  | 33 132                                                      | 49,54                                                       |
|                                                             | Démocrate                                                   | William J. Jefferson (sortant)                              | 31 318                                                      | 46,83                                                       |
|                                                             | Vert                                                        | Malik Rahim                                                 | 1883                                                        | 2,82                                                        |
|                                                             | Libertarien                                                 | Gregory W. Kahn                                             | 549                                                         | 0,82                                                        |
| Total des votes                                             | Total des votes                                             | Total des votes                                             | 284 066                                                     | 100%                                                        |
|                                                             | Les Républicains prennent aux Démocrates                    |                                                             |                                                             |                                                             |

### 2010
| Élection de 2008 du 2e district congressionnel de Louisiane | Élection de 2008 du 2e district congressionnel de Louisiane | Élection de 2008 du 2e district congressionnel de Louisiane | Élection de 2008 du 2e district congressionnel de Louisiane | Élection de 2008 du 2e district congressionnel de Louisiane |
| ----------------------------------------------------------- | ----------------------------------------------------------- | ----------------------------------------------------------- | ----------------------------------------------------------- | ----------------------------------------------------------- |
| Parti                                                       | Parti                                                       | Candidat                                                    | Votes                                                       | %                                                           |
|                                                             | Démocrate                                                   | Cedric Richmond                                             | 83 705                                                      | 64,59                                                       |
|                                                             | Républicain                                                 | Joseph Cao (sortant)                                        | 43 378                                                      | 33,47                                                       |
|                                                             | Indépendant                                                 | Anthony Marquize                                            | 1876                                                        | 1,45                                                        |
|                                                             | Indépendant                                                 | Jack Radosta                                                | 645                                                         | 0,50                                                        |
| Total des votes                                             | Total des votes                                             | Total des votes                                             | 129 604                                                     | 100%                                                        |
|                                                             | Les Démocrates prennent aux Républicains                    |                                                             |                                                             |                                                             |

### 2012
| Élection de 2012 du 2e district congressionnel de Louisiane | Élection de 2012 du 2e district congressionnel de Louisiane | Élection de 2012 du 2e district congressionnel de Louisiane | Élection de 2012 du 2e district congressionnel de Louisiane | Élection de 2012 du 2e district congressionnel de Louisiane |
| ----------------------------------------------------------- | ----------------------------------------------------------- | ----------------------------------------------------------- | ----------------------------------------------------------- | ----------------------------------------------------------- |
| Parti                                                       | Parti                                                       | Candidat                                                    | Votes                                                       | %                                                           |
|                                                             | Démocrate                                                   | Cedric Richmond (sortant)                                   | 158 501                                                     | 55,20                                                       |
|                                                             | Démocrate                                                   | Gary Landrieu                                               | 71 916                                                      | 25,00                                                       |
|                                                             | Républicain                                                 | Dwayne Bailey                                               | 38 801                                                      | 13,50                                                       |
|                                                             | Républicain                                                 | Josue Larose                                                | 11 345                                                      | 3,90                                                        |
|                                                             | Libertarien                                                 | Caleb Trotter                                               | 6791                                                        | 2,40                                                        |
| Total des votes                                             | Total des votes                                             | Total des votes                                             | 287 354                                                     | 100%                                                        |
|                                                             | Les Démocrates conservent                                   |                                                             |                                                             |                                                             |

### 2014
| Élection de 2014 du 2e district congressionnel de Louisiane | Élection de 2014 du 2e district congressionnel de Louisiane | Élection de 2014 du 2e district congressionnel de Louisiane | Élection de 2014 du 2e district congressionnel de Louisiane | Élection de 2014 du 2e district congressionnel de Louisiane |
| ----------------------------------------------------------- | ----------------------------------------------------------- | ----------------------------------------------------------- | ----------------------------------------------------------- | ----------------------------------------------------------- |
| Parti                                                       | Parti                                                       | Candidat                                                    | Votes                                                       | %                                                           |
|                                                             | Démocrate                                                   | Cedric Richmond (sortant)                                   | 152 201                                                     | 68,69                                                       |
|                                                             | Démocrate                                                   | Gary Landrieu                                               | 37 805                                                      | 17,06                                                       |
|                                                             | No Party                                                    | David Brooks                                                | 16 327                                                      | 7,37                                                        |
|                                                             | Libertarien                                                 | Samuel Davenport                                            | 15 237                                                      | 6,88                                                        |
| Total des votes                                             | Total des votes                                             | Total des votes                                             | 221 570                                                     | 100%                                                        |
|                                                             | Les Démocrates conservent                                   |                                                             |                                                             |                                                             |

### 2016
| Élection de 2016 du 2e district congressionnel de Louisiane | Élection de 2016 du 2e district congressionnel de Louisiane | Élection de 2016 du 2e district congressionnel de Louisiane | Élection de 2016 du 2e district congressionnel de Louisiane | Élection de 2016 du 2e district congressionnel de Louisiane |
| ----------------------------------------------------------- | ----------------------------------------------------------- | ----------------------------------------------------------- | ----------------------------------------------------------- | ----------------------------------------------------------- |
| Parti                                                       | Parti                                                       | Candidat                                                    | Votes                                                       | %                                                           |
|                                                             | Démocrate                                                   | Cedric Richmond (sortant)                                   | 198 289                                                     | 69,75                                                       |
|                                                             | Démocrate                                                   | Kip Holden                                                  | 57 125                                                      | 20,10                                                       |
|                                                             | Démocrate                                                   | Kenneth Cutno                                               | 28 855                                                      | 10,15                                                       |
| Total des votes                                             | Total des votes                                             | Total des votes                                             | 284 269                                                     | 100%                                                        |
|                                                             | Les Démocrates conservent                                   |                                                             |                                                             |                                                             |

### 2018
| Élection de 2018 du 2e district congressionnel de Louisiane | Élection de 2018 du 2e district congressionnel de Louisiane | Élection de 2018 du 2e district congressionnel de Louisiane | Élection de 2018 du 2e district congressionnel de Louisiane | Élection de 2018 du 2e district congressionnel de Louisiane |
| ----------------------------------------------------------- | ----------------------------------------------------------- | ----------------------------------------------------------- | ----------------------------------------------------------- | ----------------------------------------------------------- |
| Parti                                                       | Parti                                                       | Candidat                                                    | Votes                                                       | %                                                           |
|                                                             | Démocrate                                                   | Cedric Richmond (sortant)                                   | 190 182                                                     | 80,6                                                        |
|                                                             | Indépendant                                                 | Jesse Schmidt                                               | 20 465                                                      | 8,7                                                         |
|                                                             | Indépendant                                                 | Belden "Noonie Man" Batiste                                 | 17 260                                                      | 7,3                                                         |
|                                                             | Indépendant                                                 | Shawndra Rodriguez                                          | 8075                                                        | 3,4                                                         |
| Total des votes                                             | Total des votes                                             | Total des votes                                             | 235 982                                                     | 100%                                                        |
|                                                             | Les Démocrates conservent                                   |                                                             |                                                             |                                                             |

### 2020
| Élection de 2020 du 2e district congressionnel de Louisiane | Élection de 2020 du 2e district congressionnel de Louisiane | Élection de 2020 du 2e district congressionnel de Louisiane | Élection de 2020 du 2e district congressionnel de Louisiane | Élection de 2020 du 2e district congressionnel de Louisiane |
| ----------------------------------------------------------- | ----------------------------------------------------------- | ----------------------------------------------------------- | ----------------------------------------------------------- | ----------------------------------------------------------- |
| Parti                                                       | Parti                                                       | Candidat                                                    | Votes                                                       | %                                                           |
|                                                             | Démocrate                                                   | Cedric Richmond (sortant)                                   | 201 636                                                     | 63,61                                                       |
|                                                             | Républicain                                                 | David Schilling                                             | 47 575                                                      | 15,01                                                       |
|                                                             | Démocrate                                                   | Glenn Adrain Harris                                         | 33 684                                                      | 10,63                                                       |
|                                                             | Républicain                                                 | Sheldon Vincent, Sr.                                        | 15 565                                                      | 4,91                                                        |
|                                                             | Indépendant                                                 | Belden "Noonie Man" Batiste                                 | 12 268                                                      | 3,87                                                        |
|                                                             | Indépendant                                                 | Colby James                                                 | 6254                                                        | 1,97                                                        |
| Total des votes                                             | Total des votes                                             | Total des votes                                             | 316 982                                                     | 100%                                                        |
|                                                             | Les Démocrates conservent                                   |                                                             |                                                             |                                                             |

### 2021 (Spéciale, Primaire Jungle)
| Élection Spéciale de 2021 du 2e district congressionnel de Louisiane | Élection Spéciale de 2021 du 2e district congressionnel de Louisiane | Élection Spéciale de 2021 du 2e district congressionnel de Louisiane | Élection Spéciale de 2021 du 2e district congressionnel de Louisiane | Élection Spéciale de 2021 du 2e district congressionnel de Louisiane |
| -------------------------------------------------------------------- | -------------------------------------------------------------------- | -------------------------------------------------------------------- | -------------------------------------------------------------------- | -------------------------------------------------------------------- |
| Parti                                                                | Parti                                                                | Candidat                                                             | Votes                                                                | %                                                                    |
|                                                                      | Démocrate                                                            | Troy Carter                                                          | 34 402                                                               | 36,38                                                                |
|                                                                      | Démocrate                                                            | Karen Carter Peterson                                                | 21 673                                                               | 22,92                                                                |
|                                                                      | Démocrate                                                            | Gary Chambers Jr.                                                    | 20 163                                                               | 21,31                                                                |
|                                                                      | Républicain                                                          | Claston Bernard                                                      | 9237                                                                 | 9,77                                                                 |
|                                                                      | Républicain                                                          | Chelsea Ardoin                                                       | 3218                                                                 | 3,40                                                                 |
|                                                                      | Républicain                                                          | Greg Lirette                                                         | 2349                                                                 | 2,48                                                                 |
|                                                                      | Républicain                                                          | Sheldon C. Vincent Sr.                                               | 754                                                                  | 0,80                                                                 |
|                                                                      | Démocrate                                                            | Desiree Ontiveros                                                    | 699                                                                  | 0,74                                                                 |
|                                                                      | Indépendant                                                          | Belden "Noonie Man" Batiste                                          | 598                                                                  | 0,63                                                                 |
|                                                                      | Démocrate                                                            | Harold John                                                          | 403                                                                  | 0,43                                                                 |
|                                                                      | Libertarien                                                          | Mindy McConnell                                                      | 323                                                                  | 0,34                                                                 |
|                                                                      | Démocrate                                                            | J. Christopher Johnson                                               | 288                                                                  | 0,30                                                                 |
|                                                                      | Démocrate                                                            | Jenette M. Porter                                                    | 244                                                                  | 0,26                                                                 |
|                                                                      | Démocrate                                                            | Lloyd M. Kelly                                                       | 122                                                                  | 0,13                                                                 |
|                                                                      | No Party                                                             | Brandon Jolicoeur                                                    | 94                                                                   | 0,10                                                                 |
| Total des votes                                                      | Total des votes                                                      | Total des votes                                                      | 94 567                                                               | 100%                                                                 |
|                                                                      | Les Démocrates conservent                                            |                                                                      |                                                                      |                                                                      |

### 2021 (Spéciale, Second Tour)
| Second Tour de l'Élection Spéciale de 2021 du 2e district congressionnel de Louisiane | Second Tour de l'Élection Spéciale de 2021 du 2e district congressionnel de Louisiane | Second Tour de l'Élection Spéciale de 2021 du 2e district congressionnel de Louisiane | Second Tour de l'Élection Spéciale de 2021 du 2e district congressionnel de Louisiane | Second Tour de l'Élection Spéciale de 2021 du 2e district congressionnel de Louisiane |
| ------------------------------------------------------------------------------------- | ------------------------------------------------------------------------------------- | ------------------------------------------------------------------------------------- | ------------------------------------------------------------------------------------- | ------------------------------------------------------------------------------------- |
| Parti                                                                                 | Parti                                                                                 | Candidat                                                                              | Votes                                                                                 | %                                                                                     |
|                                                                                       | Démocrate                                                                             | Troy Carter                                                                           | 48 513                                                                                | 55,25                                                                                 |
|                                                                                       | Démocrate                                                                             | Karen Carter Peterson                                                                 | 39 297                                                                                | 44,75                                                                                 |
| Total des votes                                                                       | Total des votes                                                                       | Total des votes                                                                       | 87 810                                                                                | 100%                                                                                  |
|                                                                                       | Les Démocrates conservent                                                             |                                                                                       |                                                                                       |                                                                                       |

### 2022
| Élection de 2022 du 2e district congressionnel de Louisiane | Élection de 2022 du 2e district congressionnel de Louisiane | Élection de 2022 du 2e district congressionnel de Louisiane | Élection de 2022 du 2e district congressionnel de Louisiane | Élection de 2022 du 2e district congressionnel de Louisiane |
| ----------------------------------------------------------- | ----------------------------------------------------------- | ----------------------------------------------------------- | ----------------------------------------------------------- | ----------------------------------------------------------- |
| Parti                                                       | Parti                                                       | Candidat                                                    | Votes                                                       | %                                                           |
|                                                             | Démocrate                                                   | Troy Carter (sortant)                                       | 158 120                                                     | 77,1                                                        |
|                                                             | Républicain                                                 | Dan Lux                                                     | 46 927                                                      | 22,9                                                        |
| Total des votes                                             | Total des votes                                             | Total des votes                                             | 205 047                                                     | 100%                                                        |
|                                                             | Les Démocrates conservent                                   |                                                             |                                                             |                                                             |

### 2024
| Élection de 2024 du 2e district congressionnel de Louisiane | Élection de 2024 du 2e district congressionnel de Louisiane | Élection de 2024 du 2e district congressionnel de Louisiane | Élection de 2024 du 2e district congressionnel de Louisiane | Élection de 2024 du 2e district congressionnel de Louisiane |
| ----------------------------------------------------------- | ----------------------------------------------------------- | ----------------------------------------------------------- | ----------------------------------------------------------- | ----------------------------------------------------------- |
| Parti                                                       | Parti                                                       | Candidat                                                    | Votes                                                       | %                                                           |
|                                                             | Démocrate                                                   | Troy Carter (sortant)                                       | 184 009                                                     | 60,3                                                        |
|                                                             | Républicain                                                 | Christy Lynch                                               | 41 641                                                      | 13,6                                                        |
|                                                             | Républicain                                                 | Devin Lance Graham                                          | 39 174                                                      | 12,8                                                        |
|                                                             | Démocrate                                                   | Devin Davis                                                 | 32 482                                                      | 10,6                                                        |
|                                                             | Républicain                                                 | Shondrell Perrilloux                                        | 7878                                                        | 2,6                                                         |
| Total des votes                                             | Total des votes                                             | Total des votes                                             | 305 184                                                     | 100 %                                                       |
|                                                             | Les Démocrates conservent                                   |                                                             |                                                             |                                                             |